# Area metropolitana di Las Vegas

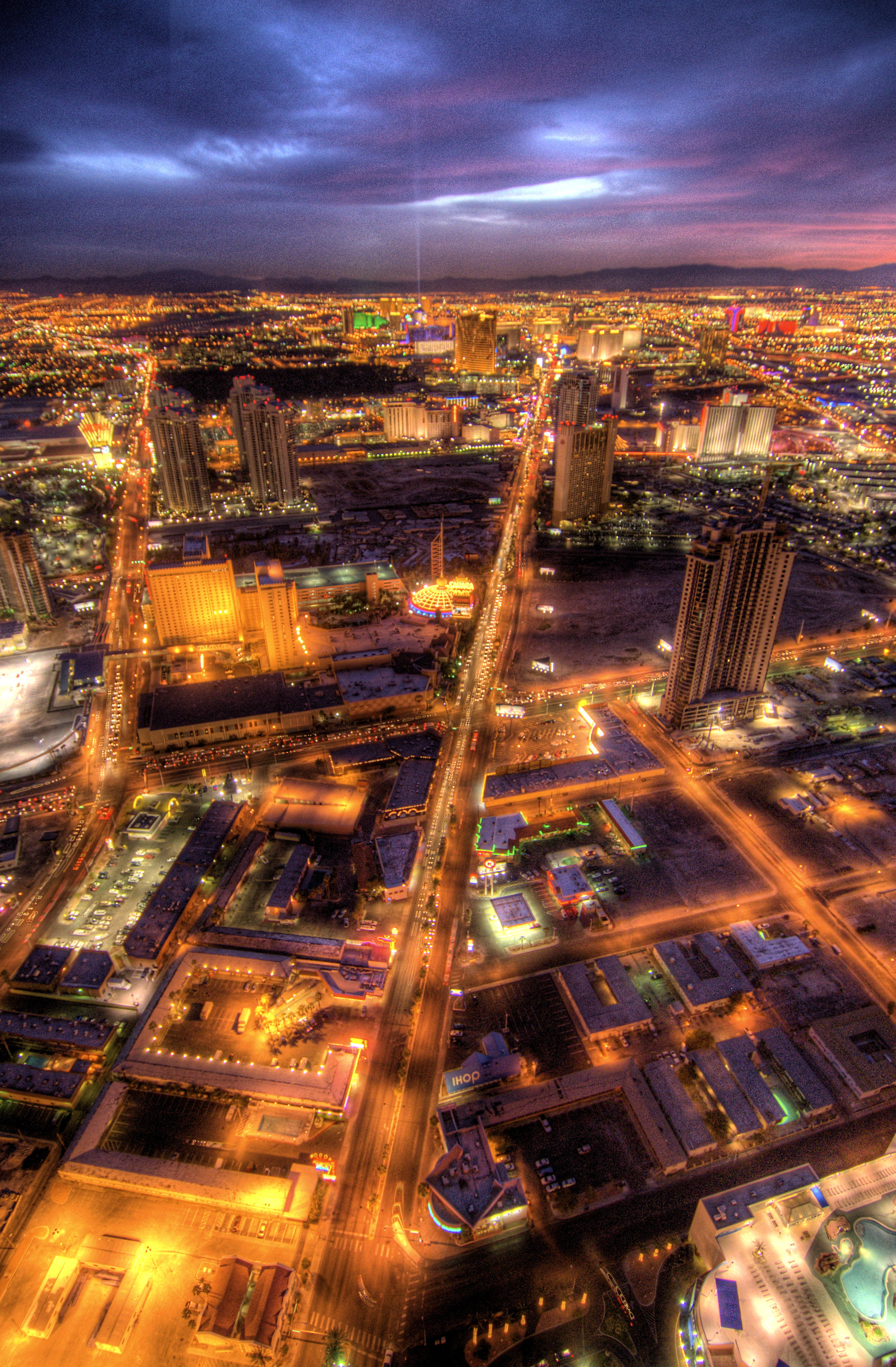
Panorama di Las Vegas

L'area metropolitana di Las Vegas, nota anche come la Las Vegas-Paradise-Henderson Las Metropolitan Statistical Area, è un'area metropolitana, nella parte meridionale dello stato americano del Nevada, composta dalla Contea di Clark.
| Controllo di autorità | VIAF (EN) 315129105 · LCCN (EN) sh85074762 · J9U (EN, HE) 987007555610805171 |